# 无锡东站
无锡东站位于江苏省无锡市锡山区安镇街道内，距离无锡市中心约15公里，为京沪高速铁路上的一座车站，设2站台6线。车站始建于2010年6月30日，2011年6月30日随着京沪高铁的开通同时启用。车站附近规划有锡东新城，和无锡市老城区通过城市快速路新华路高架和无锡地铁2号线连接。
目前无锡东站每日始发一对往返九江的G1581/1584、G1583/1582次列车，另有过路列车130趟左右。

## 车站结构

### 站房
无锡东站是京沪高铁沪宁线上唯一一个集高铁、汽车、地铁等多种交通工具进出的综合立体式车站，设计客流量（含换乘客流量）17444人/小时，站房外形为京剧水袖，内有四层，分为地上三层、地下一层。其中，站房部分总共分为三层：一层为地面架空层、设备管理用房以及出站厅；二层为站厅；三层为站台。
车站候车室采用“线正下式”型式，面积5600平方米，设旅客候车座椅500张，站场规模为2台6线。车站设南北售票处2个，各设有4个人工售票窗口，北售票厅设自动售票机10台，南售票厅设自动售票机6台。车站设出站口2个，其中东出口直通地铁换乘商务区，西出口直通社会停车场和公交站台，并各设6个出站通道，其中窄通道4个，宽通道1个，人工通道1个。同时，配有补票设备1台。

### 站场
无锡东站站台采用高架型式，建于丹昆特大桥上。站台雨棚长达454米，设6条轨道2个岛式站台，站台长450米，宽12米，高1.25米。
| 3F | 4站台    | 京沪高速铁路 往上海虹桥方向（苏州北） |
| 3F | 島式月台 |                                       |
| 3F | 3站台    | 京沪高速铁路 往上海虹桥方向（苏州北） |
| 3F | 通过线   | 京沪高速铁路 下行列车                 |
| 3F | 通过线   | 京沪高速铁路 上行列车                 |
| 3F | 2站台    | 京沪高速铁路 往北京南方向（常州北）   |
| 3F | 島式月台 |                                       |
| 3F | 1站台    | 京沪高速铁路 往北京南方向（常州北）   |
| 2F | 高铁站   | 进站、售票、候车、检票、办公区域      |
| 2F | 高铁站   | 落客平台（南、北）                    |
| 1F | 高铁站   | 出站口                                |
| 1F | 高铁站   | 车站设备、办公区                      |
| 1F | 接驳交通 | 停车场（1F南）、长途汽车站、公交站    |
| B  | 接驳交通 | 停车场（南、北）、出租车              |

## 接驳交通

### 地铁
2014年12月28日正式开通的无锡地铁2号线与规划中的锡虞城际亦在此设站。

### 公交
| 无锡东站         | 无锡东站               | 无锡东站 | 无锡东站           | 无锡东站 |
| 编号             | 路线                   | 路线     | 路线               | 备注     |
| ---------------- | ---------------------- | -------- | ------------------ | -------- |
| 定制荡口古镇专线 | 新桥（荡口古镇）       | ⇆        | 无锡东站（兴越路） | 定时班车 |
| 锡东微1          | 无锡东站               | ⇆        | 润和里（鑫安五期） |          |
| 6                | 郑巷                   | ⇆        | 无锡东站           |          |
| 116              | 公交三场               | ⇆        | 无锡东站           |          |
| 705              | 无锡东站               | ⇆        | 团结路（东安路）   | 定时班车 |
| 706              | 无锡东站               | ⇆        | 彩印厂             |          |
| 708              | 荡口古镇东大门         | ⇆        | 无锡东站           |          |
| 710荡口古镇快线  | 无锡东站               | ⇆        | 鹅湖村             | 定时班车 |
| 722              | 安镇公交总站（农博园） | ⇆        | 火车站（东）       |          |
| 727              | 安镇公交总站（农博园） | ⇆        | 梅里古都           | 定时班车 |
| 730              | 华能塑业（行政中心）   | ⇆        | 安镇街道办事处     | 定时班车 |
| 731无锡          | （无锡）无锡东站       | ⇆        | （苏州）练塘办事处 | 定时班车 |
| 732              | 厚桥客运站             | ↻        | 厚桥客运站         |          |
| 732              | 厚桥客运站             | ↺        | 厚桥客运站         |          |
| 733              | 无锡东站               | ⇆        | 山联村             | 定时班车 |
| 777              | 锡绅路停车场           | ⇆        | 梅里古镇（新华路） | 定时班车 |
| 786              | 硕放停车场             | ⇆        | 无锡东站           | 定时班车 |
| 809              | 无锡东站               | ⇆        | 东湖塘             | 定时班车 |
| 811              | 无锡东站               | ↻        | 无锡东站           | 定时班车 |
| 811              | 无锡东站               | ↺        | 无锡东站           | 定时班车 |

| 无锡东站（兴越路） | 无锡东站（兴越路）     | 无锡东站（兴越路） | 无锡东站（兴越路） | 无锡东站（兴越路） |
| 编号               | 路线                   | 路线               | 路线               | 备注               |
| ------------------ | ---------------------- | ------------------ | ------------------ | ------------------ |
| 定制荡口古镇专线   | 新桥（荡口古镇）       | ⇆                  | 无锡东站（兴越路） | 定时班车           |
| 708                | 荡口古镇东大门         | ⇆                  | 无锡东站           |                    |
| 722                | 安镇公交总站（农博园） | ⇆                  | 火车站（东）       |                    |
| 727                | 安镇公交总站（农博园） | ⇆                  | 梅里古都           | 定时班车           |
| 733                | 无锡东站               | ⇆                  | 山联村             | 定时班车           |
| 786                | 硕放停车场             | ⇆                  | 无锡东站           | 定时班车           |

### 出租车
无锡東站设有专用的出租車侯客區，位於站房西北侧交通综合体內。無錫市出租车运价为：起租价10元（人民币）/3公里；3公里後每公里运价为1.90元；等候费每5分钟折算为1公里，无任何附加费。

### 公路客运
无锡汽车客运东站位于高铁无锡东站西北侧，与地铁、公交无缝衔接。车站占地面积25739平方米，其中旅客候车室面积约1620平方米，停车场面积12600平方米，设计发运量为8000人次，日发班次400班，目前已开通了张家港、常熟等班线。